# Sojus MS-26
Sojus MS-26 ist die Missionsbezeichnung des 41. Besuchs eines russischen Sojus-Raumschiffs an der Internationalen Raumstation (ISS). Es war der 178. Flug im Sojus-Programm.

## Besatzung

### Startbesatzung
- Alexei Owtschinin (3. Raumflug), Kommandant (Russland/Roskosmos)
- Iwan Wagner (2. Raumflug), Bordingenieur (Russland/Roskosmos)
- Donald Pettit (4. Raumflug), Bordingenieur (USA/NASA)

### Ersatzmannschaft
- Sergei Ryschikow (3. Raumflug), Kommandant (Russland/Roskosmos)
- Alexei Subrizki (1. Raumflug), Bordingenieur (Russland/Roskosmos)
- Jonny Kim (1. Raumflug), Bordingenieur (USA/NASA)

## Missionsverlauf

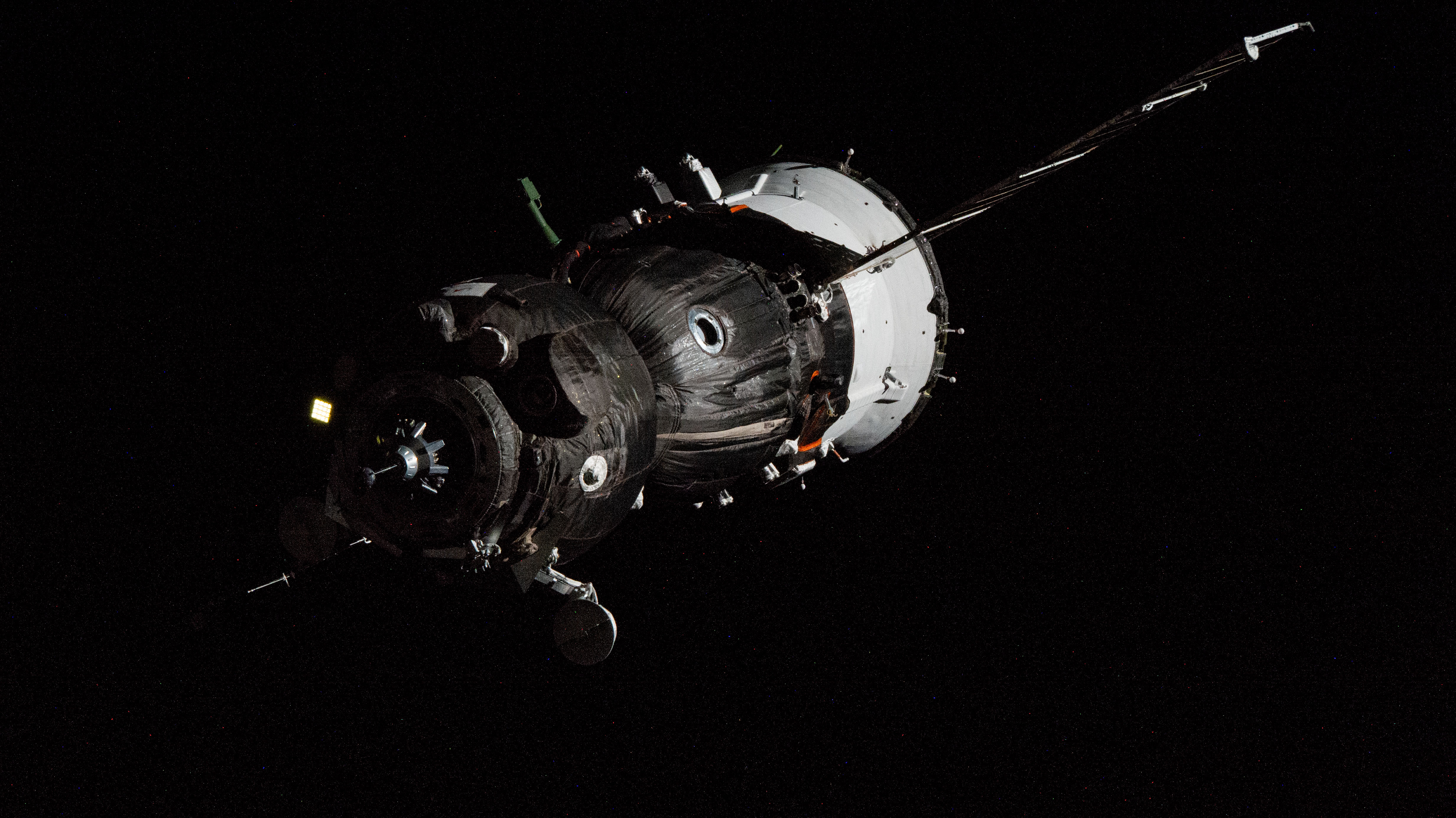
Sojus MS-26 im Anflug auf die ISS

Sojus MS-26 startete wie geplant am 11. September 2024 vom Kosmodrom Baikonur, Startplatz 31/6 Richtung ISS, an welcher sich das Raumschiff am selben Tag nach ca. drei Stunden um 19:32 UTC ankoppelte.
Beim Andocken von Sojus MS-26 lief auf der ISS die ISS-Expedition 71, Kommandant der ISS war zu dieser Zeit Oleg Kononenko (Russland/Roskosmos).
Alle drei Raumfahrer verbrachten etwa sieben Monate an Bord der Internationalen Raumstation, bevor sie mit Sojus MS-26 wieder zur Erde zurückkehrten. Die Abkopplung erfolgte am 19. und die Landung am 20. April 2025.

## Trivia
Zum Zeitpunkt der Überschreitung der Kármán-Linie gab es einen neuen Rekord an 19 Personen im Erdorbit, nämlich die drei Personen von Sojus-MS 26, drei chinesische Taikonauten, vier Astronauten der kommerziellen Mission Polaris Dawn sowie neun Raumfahrer auf der ISS.
Das Rufzeichen des Raumschiffes lautete „Burlak“, zu deutsch „Treidler“, welches das Ziehen von Schiffen auf Wasserwegen durch Menschen oder Zugtiere beschreibt.